# Dalälven
Vous lisez un « bon article » labellisé en 2012.
Le Dalälven est un fleuve du centre de la Suède. D'une longueur de 541 kilomètres, c'est le deuxième plus long fleuve du pays et il possède le quatrième plus grand bassin versant (28 954 km2) mais n'est que le septième en termes de débit annuel à son embouchure (348 m3/s).
Le fleuve est formé par la confluence de l'Österdalälven et du Västerdalälven. Ces deux rivières ont leur source près de la frontière norvégienne, dans les Alpes scandinaves, et parcourent ensuite les vastes forêts de conifères de la Dalécarlie. L'Österdalälven forme au passage le lac Siljan, le plus grand des nombreux lacs parsemant son cours. Elles se rejoignent ensuite au niveau de Djurås, dans la commune de Gagnef, et le fleuve uni entre alors dans la section la plus peuplée de son cours, entre Borlänge et Avesta. Juste après Avesta, le paysage change complètement : la large vallée érodée laisse place à une plaine que le fleuve inonde largement, formant ainsi des fjärds. Cette section du cours, le Bas-Dalälven, date d'après la dernière glaciation, un esker ayant barré le cours originel du fleuve, le forçant à emprunter cette nouvelle voie. Il se jette enfin dans la mer Baltique au niveau de Skutskär.
Le fleuve fut l'un des sites privilégiés des premiers peuplements humains dans la région. L'agriculture se développa ensuite, en particulier dans la section sud, plus fertile, tandis que dans le nord, les habitants vivaient surtout de l'élevage. Dès l'ère viking, le métal extrait des tourbières de la région revêtait une grande importance pour les habitants, mais ce n'est qu'au Moyen Âge que le métal commença à être extrait des montagnes de la région. Cette activité se développa largement à partir du XVIIe siècle et marqua fortement le fleuve, dont les cascades et les forêts furent mises au service de cette industrie prospère. En particulier, la grande montagne de cuivre de Falun domina la production mondiale de cuivre pendant deux siècles et est aujourd'hui classée au patrimoine mondial de l'UNESCO. L'exploitation du fleuve changea largement au XXe siècle, avec la mécanisation et le développement de l'hydroélectricité, qui bloqua son cours en de nombreux points.
Cette histoire industrielle a touché en profondeur les écosystèmes, que cela soit par les modifications physiques (barrages, régulation) ou par la pollution, en particulier due aux métaux. Malgré cela, certaines sections du fleuve ont conservé une apparence presque sauvage, en particulier dans le Bas-Dalälven, qui compte un parc national, de nombreuses réserves naturelles et est inclus dans la réserve de biosphère du paysage de la rivière Nedre Dalälven depuis 2011.

## Description

### Cours

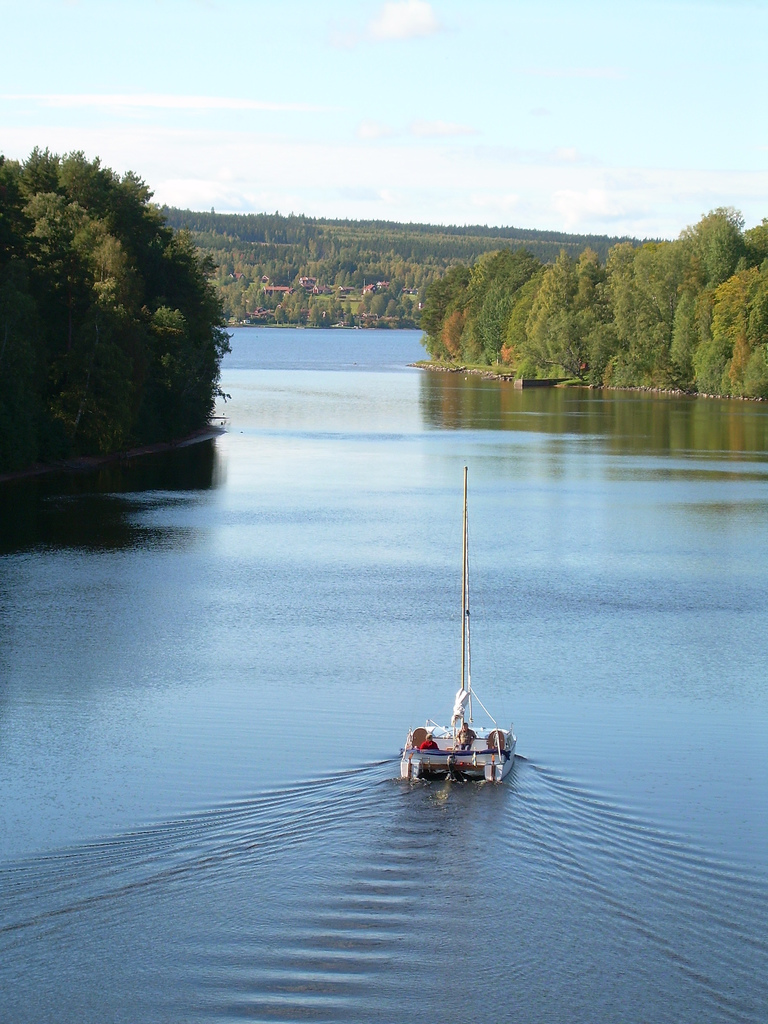
L'Österdalälven à Leksand

#### Sources
Le fleuve Dalälven est le plus septentrional des grands fleuves du nord de la Suède. Il s'étend sur 541 kilomètres entre les montagnes de la Dalécarlie et la mer Baltique, ce qui en fait le deuxième plus long du pays après le Göta älv. Cependant, le fleuve change de nom à plusieurs reprises et ne prend le nom de Dalälven qu'à la rencontre des rivières Västerdalälven (Dalälven ouest) et Österdalälven (Dalälven est), qui s'effectue au niveau de Djurås.
La principale de ces deux rivières, Österdalälven, est formée lors de la rencontre des rivières Storån et Sörälven près d'Idre. Les deux rivières naissent en Norvège, mais atteignent rapidement le nord-ouest du comté de Dalécarlie. Après la confluence, la rivière entre dans une série de lacs étroits (Idresjön, Alvrosfjorden, Kringelfjorden, Hedfjorden, Särnasjön...). Elle forme ensuite le lac Trängsletsjön, long de 70 km, formé par le barrage de Trängslet. La rivière arrive alors à Mora où elle reçoit les eaux de l'Oreälven un de ses affluents majeurs et se jette tout de suite après dans le lac Siljan, le plus grand lac de tout le bassin versant, et septième plus grand de Suède avec une superficie de 292 km. Ce lac est formé par le plus grand cratère d'impact d'Europe occidentale, d'un diamètre de 75 km. Le fleuve sort du lac au niveau de Leksand et continue alors en direction du sud jusqu'à sa confluence avec le Västerdalälven.
Västerdalälven est elle-même née de la confluence des rivières Görälven et Fuluälven. Ces deux rivières prennent leurs sources non loin l'une de l'autre dans la commune d'Älvdalen, dans les Alpes scandinaves. Fuluälven prend ensuite la direction du sud longeant ainsi la montagne Fulufjället par l'est tandis que Görälven longe Fulufjället par l'ouest franchissant ainsi la frontière norvégienne où elle prend le nom de Ljøra. Après la confluence cette rivière continue vers le sud, passant Sälen puis Malung et bifurque vers l'est en arrivant dans la commune de Vansbro. Au niveau de Vansbro, elle est rejointe par la Vanån, son principal affluent. Son tracé devient alors plus sinueux, décrivant de larges boucles. Elle entre ensuite dans la commune de Gagnef où elle se jette dans l'Österdalälven.

#### De Djurås à la mer

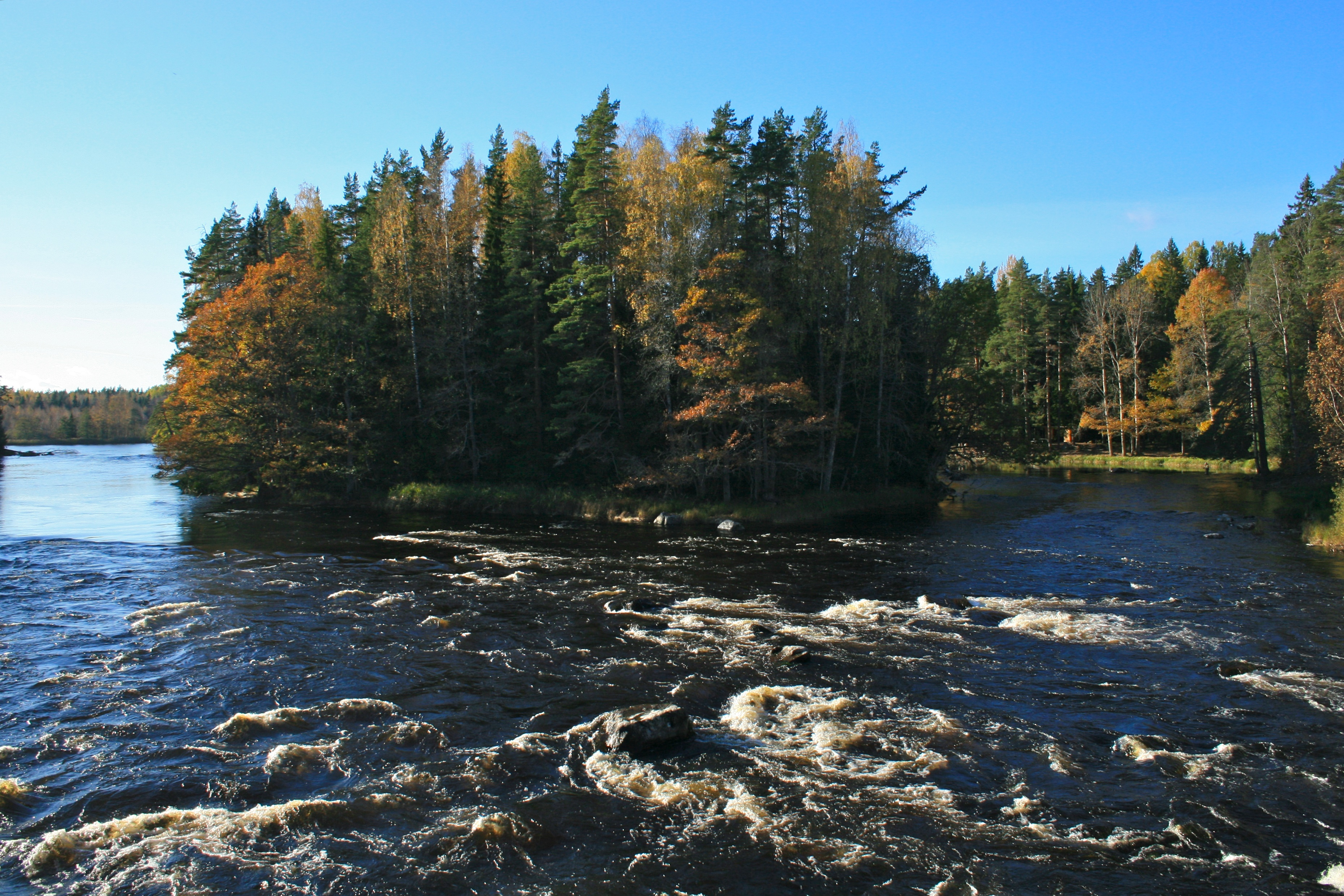
Le Bas-Dalälven est une succession de large fjärd et de rapides, comme ici à Sevedskvarn

Après sa jonction, la rivière prend en direction de l'est, où elle passe Borlänge, plus grande ville de Dalécarlie avant de recevoir les eaux de la Lillälven, elle-même alimentée par la Faluån, une rivière qui traverse Falun, deuxième plus grande ville de Dalécarlie.
La rivière continue ensuite jusqu’à Avesta où le fleuve change fortement de caractère. Il quitte une vallée bien dessinée pour entrer dans un paysage plat, uniquement marqué par quelques eskers. Durant les 120 km qu'il parcourt jusqu'à la mer, le fleuve, qui prend alors le nom de Bas-Dalälven (Nedre Dalälven) alternera alors entre des larges baies (fjärd) et des rapides. Cette section est aussi caractérisée par les inondations régulières, couvrant parfois de vastes superficie. Les premiers rapides sont ceux d'Avesta, appelés Storfors et Lillfors (grande chute et petite chute), après quoi le fleuve forme le lac de Bäsingen, qui enchaîne avec les rapides de Näs bruk vers le lac Bysjön. Il devient la frontière entre le comté de Västmanland au sud et celui de Dalécarlie au nord. Il enchaîne ensuite avec les rapides de Tyttbo et forme alors un de ses plus vastes fjärds : Färnebofjärden, et devient la frontière entre le comté d'Uppsala au sud et de Gävleborg au nord. Ce fjärd est parsemé de plus de 200 îles. Le fleuve continue à travers les rapides de Gysinge vers un autre grand fjärd : Hedesundafjärden-Bramsöfjärden. Le fleuve passe les rapides de Söderfors vers Untrafjärden, puis par les rapides d'Untra vers Marmafjärden puis les rapides de Lanforsen. Enfin, le fleuve effectue sa dernière chute à Älvkarleby avant de rejoindre la mer Baltique.

Carte du bassin versant du Dalälven

### Bassin versant

#### Principaux affluents
Du fait de la géométrie du bassin versant, le Dalälven possède peu d'affluents majeurs. En considérant comme cours principal le Sörälven-Österdalälven-Dalälven voici la liste des principaux affluents.
| Nom                  | Module (en m3/s) | Longueur (en km) | Bassin versant (en km2) | Lame d'eau (en mm/an) |
| -------------------- | ---------------- | ---------------- | ----------------------- | --------------------- |
| Västerdalälven       | 120              | 300              | 8 640                   | 438                   |
| Oreälven             | 45               | 235              | 3 340                   | 425                   |
| Lillälven (lac Runn) | 26               |                  | 3 065                   | 268                   |
| Storån               | 20               | 241              | 1 115                   | 566                   |

#### Population et villes traversées
En 2005, plus de 250 000 personnes vivaient dans le bassin versant du fleuve. La plupart des habitants se répartissent dans une zone allant de Borlänge à Näs bruk, et c'est aussi là que se concentre une grande partie de l'agriculture et des industries. Les villes de plus de 10 000 habitants sur le cours même du fleuve sont en 2010:
- Mora (10 896)
- Borlänge (41 734)
- Avesta (14 506)

Si l'on prend en compte l'ensemble du bassin versant, il faut aussi ajouter Falun (37 291).

#### Climat

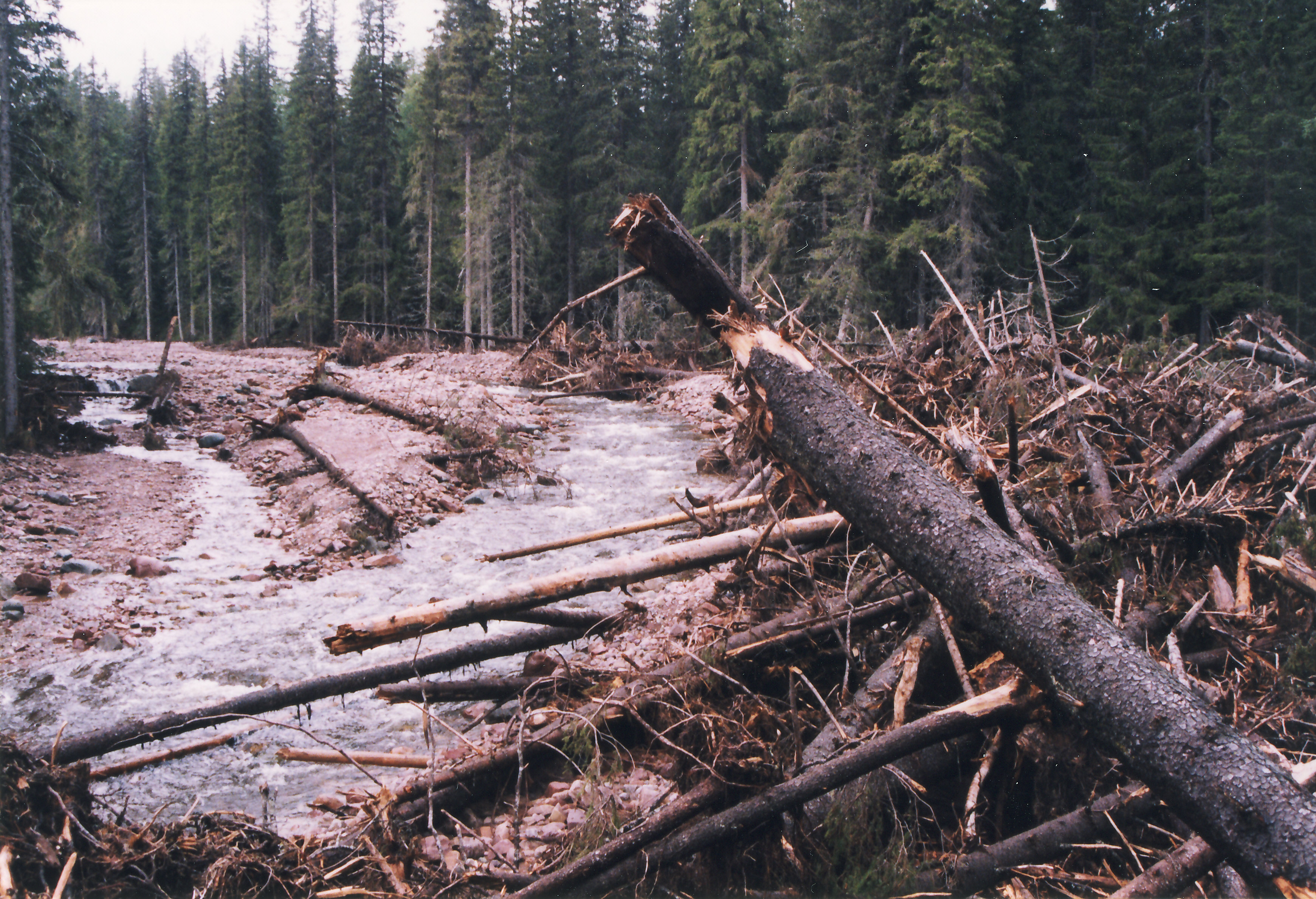
Dégâts causés par Stora Göljaån, à Fulufjället, lors des importantes précipitations d'août 1997.

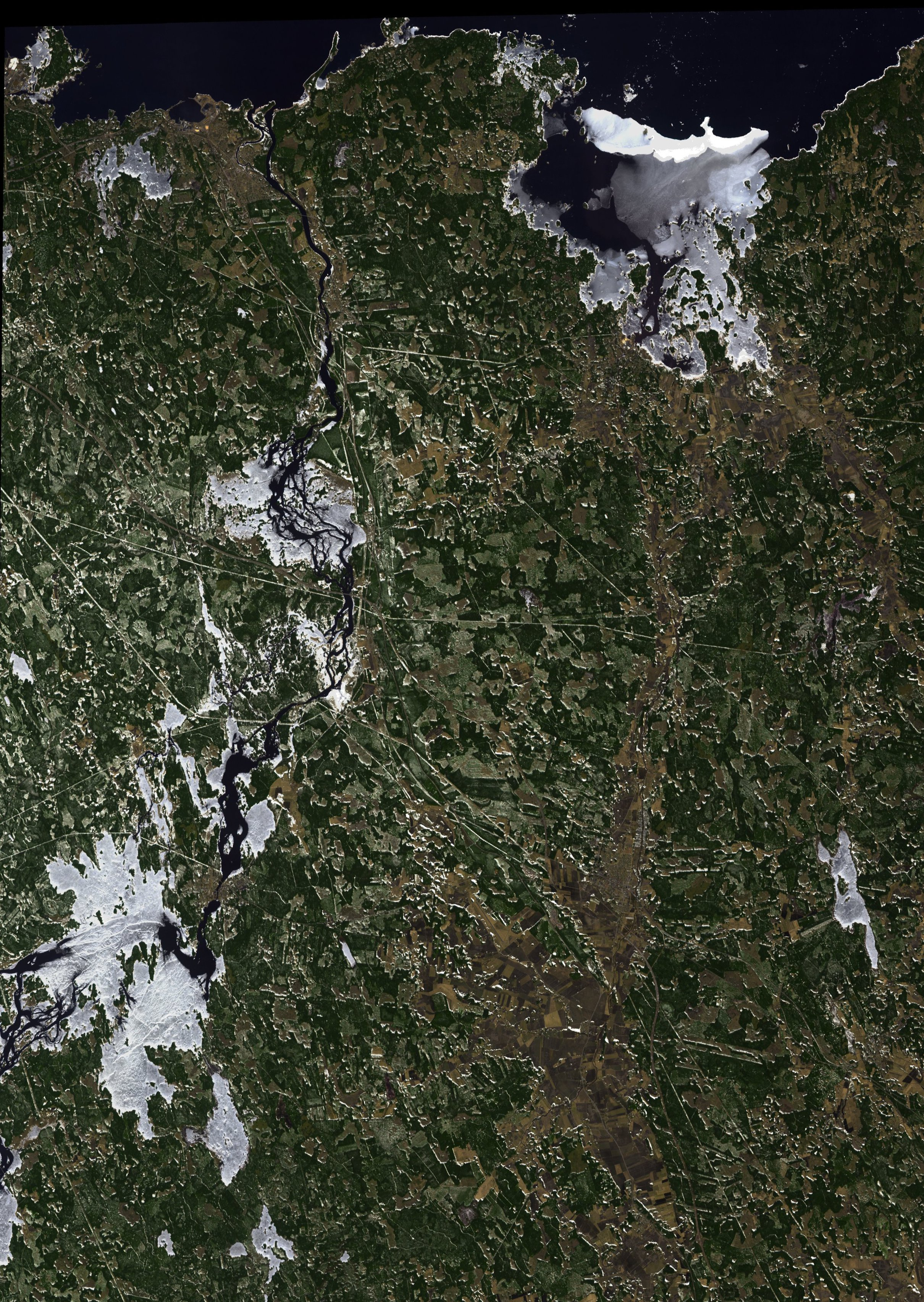
Le cours inférieur en hiver.

Le climat est marqué par un gradient allant des montagnes de Dalécarlie au nord-ouest à l'embouchure du fleuve à l'est. Les températures sont ainsi généralement plus douces à l'est, et la présence de la mer Baltique tempère le climat. La différence est illustrée ci-dessous avec les relevés météorologiques de Särna (dans les montagnes, sur l'Österdalälven) et d'Untra, dans le Bas-Dalälven, près de son estuaire. À l'opposé, le climat est bien plus continental à l'ouest, ce qui est dû au fait que le point de toute la Scandinavie le plus éloigné de la mer est situé près des montagnes de Fulufjället. Les précipitations sont supérieures dans les montagnes, pouvant atteindre 1 000 mm par an, alors que la valeur est plutôt de 600 mm dans les plaines. La partie montagneuse est aussi réputée pour ses précipitations extrêmes : ainsi, le record de pluie en une journée eut lieu à Fulufjället, où 276 mm de précipitations s'abattirent en 24 h, dans la nuit du 30 au 31 août 1997. Les dégâts furent très importants, en particulier le long des ruisseaux, dont les bords furent violemment érodés, arrachants toute la végétation qui s'y trouvait.
| Mois                     | jan.  | fév.  | mars | avril | mai  | juin | jui. | août | sep. | oct. | nov. | déc.  | année |
| ------------------------ | ----- | ----- | ---- | ----- | ---- | ---- | ---- | ---- | ---- | ---- | ---- | ----- | ----- |
| Température moyenne (°C) | −12,1 | −10,5 | −5,2 | 0,3   | 6,9  | 12,1 | 13,3 | 11,7 | 7,2  | 2,2  | −5,2 | −10,8 | 0,8   |
| Précipitations (mm)      | 34,2  | 26,5  | 30,2 | 33,6  | 48,8 | 66,5 | 80,4 | 67,6 | 70,6 | 55   | 45,5 | 39,6  | 601,1 |

| Mois                     | jan. | fév. | mars | avril | mai  | juin | jui. | août | sep. | oct. | nov. | déc. | année |
| ------------------------ | ---- | ---- | ---- | ----- | ---- | ---- | ---- | ---- | ---- | ---- | ---- | ---- | ----- |
| Température moyenne (°C) | −4,9 | −4,8 | −1,4 | 3,2   | 9,3  | 14,6 | 16,1 | 14,8 | 10,4 | 5,9  | 0,6  | −3,4 | 5,1   |
| Précipitations (mm)      | 48,8 | 37,4 | 35,2 | 40,8  | 38,7 | 41,9 | 70,8 | 78,7 | 68,5 | 56,8 | 62,8 | 54,4 | 634,7 |

### Hydrologie

Les inondations du fleuve (en rouge) recouvrent de vastes superficies de terres dans le Bas-Dalälven, ici le parc national de Färnebofjärden.

Le fleuve est le 7e plus important de Suède en termes de débit, avec un débit moyen annuel de 348 m3/s. Comme tous les fleuves du nord de la Suède, le Dalälven a naturellement un régime marqué par des importantes crues au printemps, liées à la fonte des neiges, et un débit minimum en hiver. Les pluies automnales créent un très léger rebond du débit. Cependant, le cours est régulé pour la production électrique, ce qui implique un stockage de l'eau au printemps et une libération en hiver, là où la consommation électrique est la plus importante. Ceci diminue donc les variations de débit durant l'année et diminue aussi le nombre de crues. Néanmoins, les grandes crues sont toujours possibles, en particulier lorsqu'elles ont lieu en été où les barrages sont pleins.

## Géologie

### Socle rocheux
La partie la plus occidentale du bassin versant du Dalälven se situe dans les Alpes scandinaves. Cette chaîne a pour origine la formation de la chaîne calédonienne. L'orogenèse calédonienne est liée à la collision des plaques Laurentia et Baltica entre 450 et 420 Ma, avec la disparition par subduction de l'océan Iapétus. La chaîne calédonienne fut ensuite continuellement érodée jusqu'à former une pénéplaine. Cependant, à partir d'environ 60 Ma, cette chaîne subit un important soulèvement tectonique, d'origine non tout à fait claire, permettant d'en relever l'altitude jusqu'à plusieurs milliers de mètres. Le plateau ainsi formé sera ensuite érodé de nouveau, en particulier durant le Quaternaire, pour donner le relief que nous lui connaissons aujourd'hui.
Cependant, la majeure partie du cours du fleuve repose sur un socle encore plus ancien. Ce socle date de l'orogenèse svécofennienne, qui eut lieu il y a environ 2 000 Ma. La chaîne svécofennienne a ensuite elle aussi subi une longue érosion aboutissant il y a 600 Ma à ce que l'on appelle la pénéplaine subcambrienne, faisant ainsi affleurer les roches produites en profondeur (roches plutoniques). Ce socle est constitué en majeure partie de granite et de porphyre, des roches acides (à haute teneur en silice) et donc peu fertiles. Une exception est la zone autour du lac Siljan, où le socle est couvert d'une couche de calcaire et de grès, offrant des terrains bien plus fertiles.

La cascade Njupeskär dans le grès du mont Fulufjället.

### Influence des glaciations

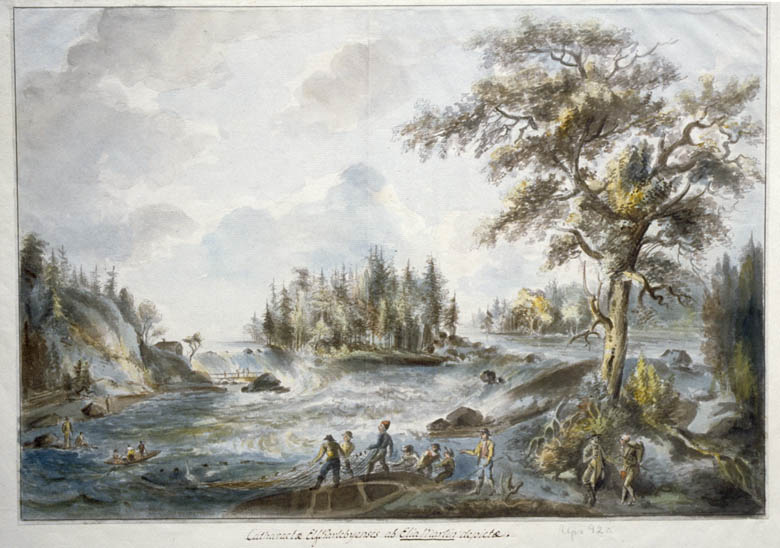
Les chutes d'Älvkarleby, dans le Bas-Dalälven, par Elias Martin.

Durant la dernière glaciation, la Suède fut recouverte d'un inlandsis, qui se retira de la région il y a environ 10 000 ans. En se retirant, le glacier laissa derrière lui un sol nu et des moraines, très peu fertiles. Le glacier laissa aussi de nombreux eskers, formant dans le paysage des longues crêtes de faible hauteur.
Lorsque le glacier se retira, le sol avait été tellement compressé par sa masse que toutes les zones situées actuellement à 200 m d'altitude se trouvèrent sous le niveau de la mer. Ceci correspond en particulier à toute la zone située à l'est d'Avesta. Durant cette période sous la mer, des sédiments se déposèrent sur le socle, expliquant pourquoi la fertilité y est aujourd'hui supérieure à celle du reste du pays. Ceci justifie en particulier pourquoi la ligne Limes Norrlandicus de séparation entre le nord et le sud qui passe près du fleuve est si visible dans la région, le nord de cette zone n'ayant pas été recouvert de ces sédiments.
Lorsque cette mer, appelée mer à Littorines (ancêtre de la mer Baltique) se retira, le fleuve Dalälven se retrouva bloqué au niveau d'Avesta par un des eskers formés par l'inlandsis : Badelundaåsen. En effet, avant la glaciation, le fleuve continuait en direction du lac Mälar dans lequel il se jetait et il avait ainsi creusé une vallée sur toute cette section. Du fait de la présence de cet obstacle, il fut contraint de se diriger vers le nord-est. Ainsi dans toute cette section que l'on appelle maintenant le Bas-Dalälven, le fleuve n'a pas eu le temps de se creuser une vraie vallée. Il a alors dû s'adapter à la topologie du terrain, formant de larges fjärds avec de nombreuses îles dans les sections les plus plates et au contraire un cours plus étroit et rapide au niveau des différents eskers rencontrés sur le chemin.

## Histoire

### Premiers hommes et agriculture
Les premiers hommes de la région arrivèrent après le retrait de l'inlandsis il y a 10 000 ans. À cette époque, le Bas-Dalälven était sous le niveau de la mer et ce fut donc la zone correspondant à l'actuelle Dalécarlie qui fut peuplée en premier. Les premiers habitants de la région s'installèrent précisément sur les rives du fleuve et de ses affluents, ainsi que sur la côte. Il s'agissait alors d'une culture de chasseurs-cueilleurs. Dans le Bas-Dalälven, qui se découvrait peu à peu, les eskers constituaient les meilleurs sites pour les premières installations fixes. Il était aisé de se nourrir grâce au fleuve et ces lieux étaient plus faciles à défendre. En outre, le fleuve était plus facile à traverser à ce niveau.
Lorsque l'agriculture se développa, les terres du sud du bassin versant s'avérèrent plus fertiles, et donc le reste du bassin fut principalement utilisé pour l'élevage. Il y avait bien quelques champs autour des villages, mais les rendements étaient faibles. Les forêts étaient utilisés pour la pâture des animaux et le fourrage était récolté dans les zones humides. Un schéma de transhumance fut adopté. Dans certains sites, les zones humides et les lacs ont été partiellement asséchés afin de récupérer des terres agricoles de bonne qualité.

### Développements de la métallurgie

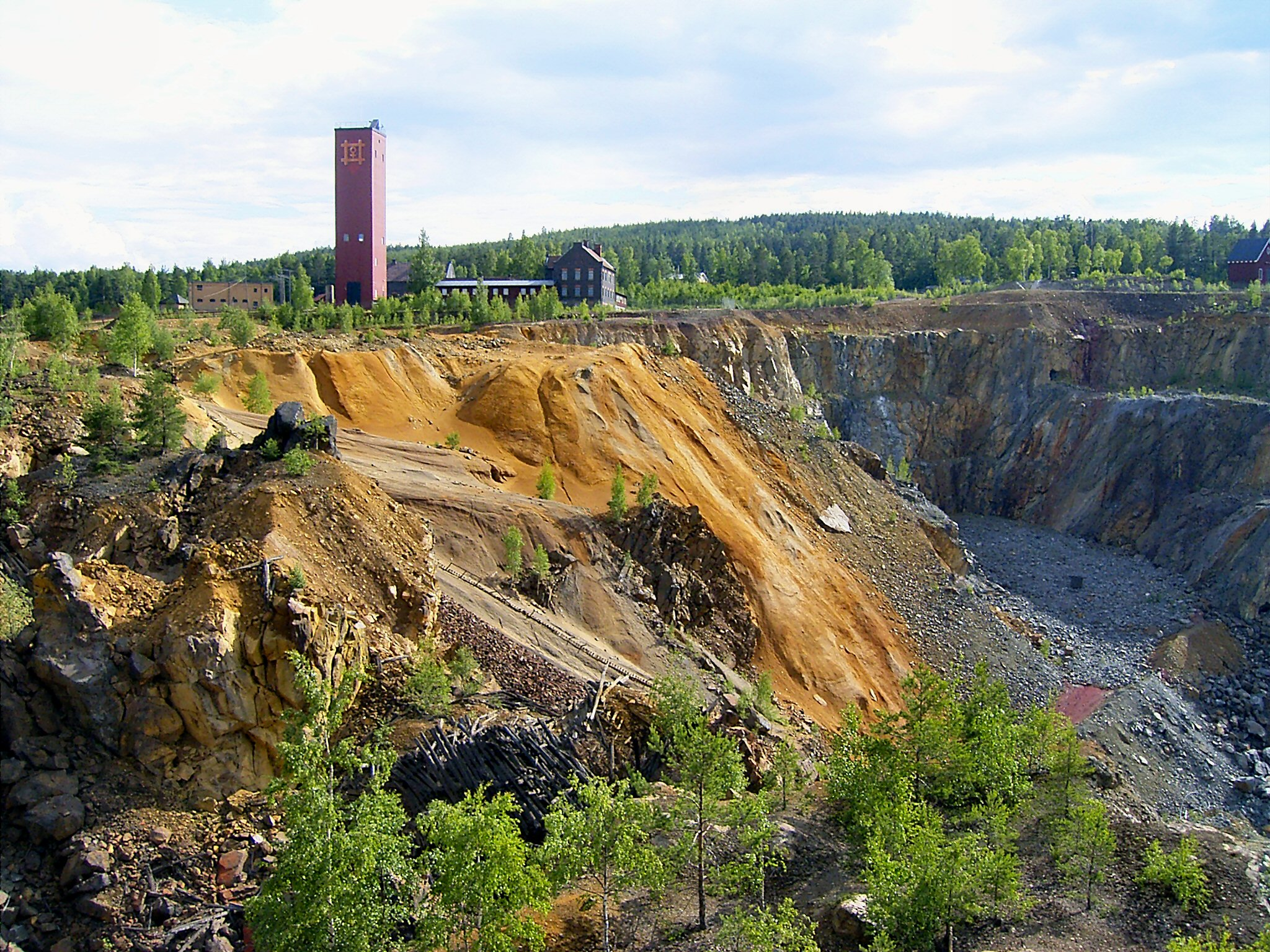
La grande mine de cuivre de Falun.

Le fleuve et ses affluents ont été particulièrement marqué par le développement d'une intense industrie métallurgique dans la région.
Depuis plus de 1 000 ans, les hommes de la région exploitaient le minerai de fer trouvé sous forme de limonite dans les marais. Au Moyen Âge, ce rôle fut repris par le minerai, de fer ou de cuivre principalement, extrait des riches montagnes metallifères de la région. Ainsi par exemple l'exploitation de la grande montagne de cuivre de Falun commença au IXe siècle.
L'invention de la roue à aubes au XIIIe siècle, révolutionna cette industrie, permettant une production à grande échelle. En effet, la force motrice de l'eau pouvait être utilisée pour activer les soufflets. Au XVIe siècle des fonderies de cuivre furent construites sur presque toutes les cascades dans un rayon de plusieurs dizaines de kilomètres autour de Falun. Falun devint la deuxième plus grande ville de Suède, et la majeure partie de la production mondiale de cuivre entre le XVIe siècle et le XVIIIe siècle était produit ici. Ceci constitua de fait l'une des principales sources de revenus du pays à cette période.
Les forêts du bassin versant payèrent un lourd tribut à ce développement industriel. En effet, l'extraction et la production du fer et du cuivre nécessitait un bon apport en bois et charbon de bois. Ce fut d'abord les forêts du Bergslagen qui furent exploitées mais à partir du XVIIIe siècle, ceci se répandit dans toute la Suède. L'exploitation se faisait alors sous forme de coupe sélective, seuls les grands arbres étant abattus. Des scieries furent installés le long du fleuve tout au long du XIXe siècle, afin d'en utiliser le courant. De plus, il était utilisé pour le transport du bois par flottage. Le flottage avait déjà commencé au XVIe siècle depuis Siljan et le Västerdalälven jusqu'à Falun, mais des aménagements importants eurent lieu au XVIIIe siècle et le Dalälven devint un des plus importants fleuves de flottage de Suède et le réseau de transport sur les affluents était le plus développé du pays. Le réseau de flottage atteignait en effet une longueur cumulée de 3 500 km. Ces aménagements visaient à faciliter le passage du bois tout au long du cours, pour en minimiser les pertes, en particulier aux endroits les plus difficiles, tels que les cascades ou les tournants. Des barrages furent aussi construits afin de réguler le fleuve pour faciliter le flottage.

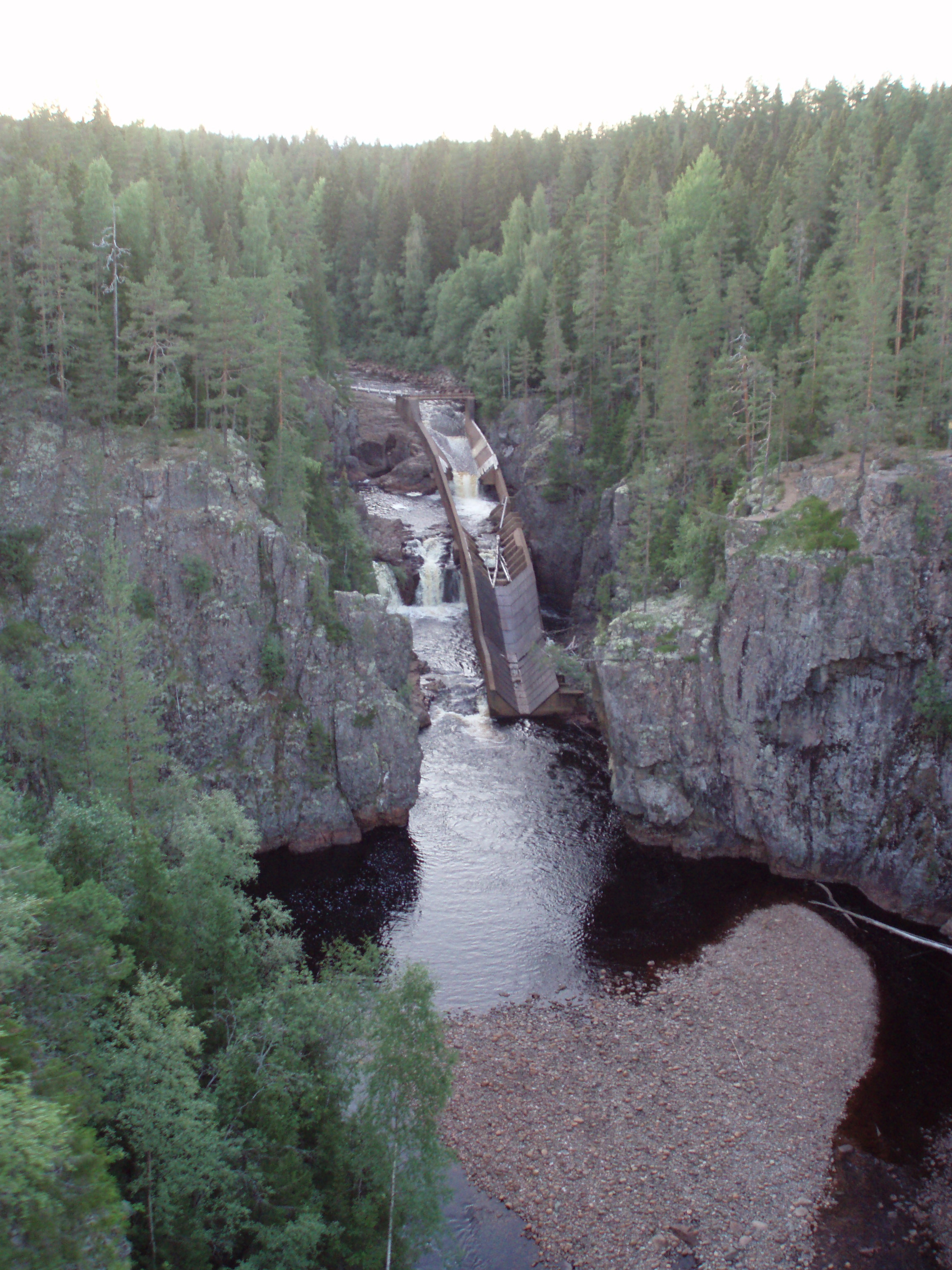
Aménagement sur l'Ämån, affluent du Dalälven, afin de permettre le passage du bois flotté
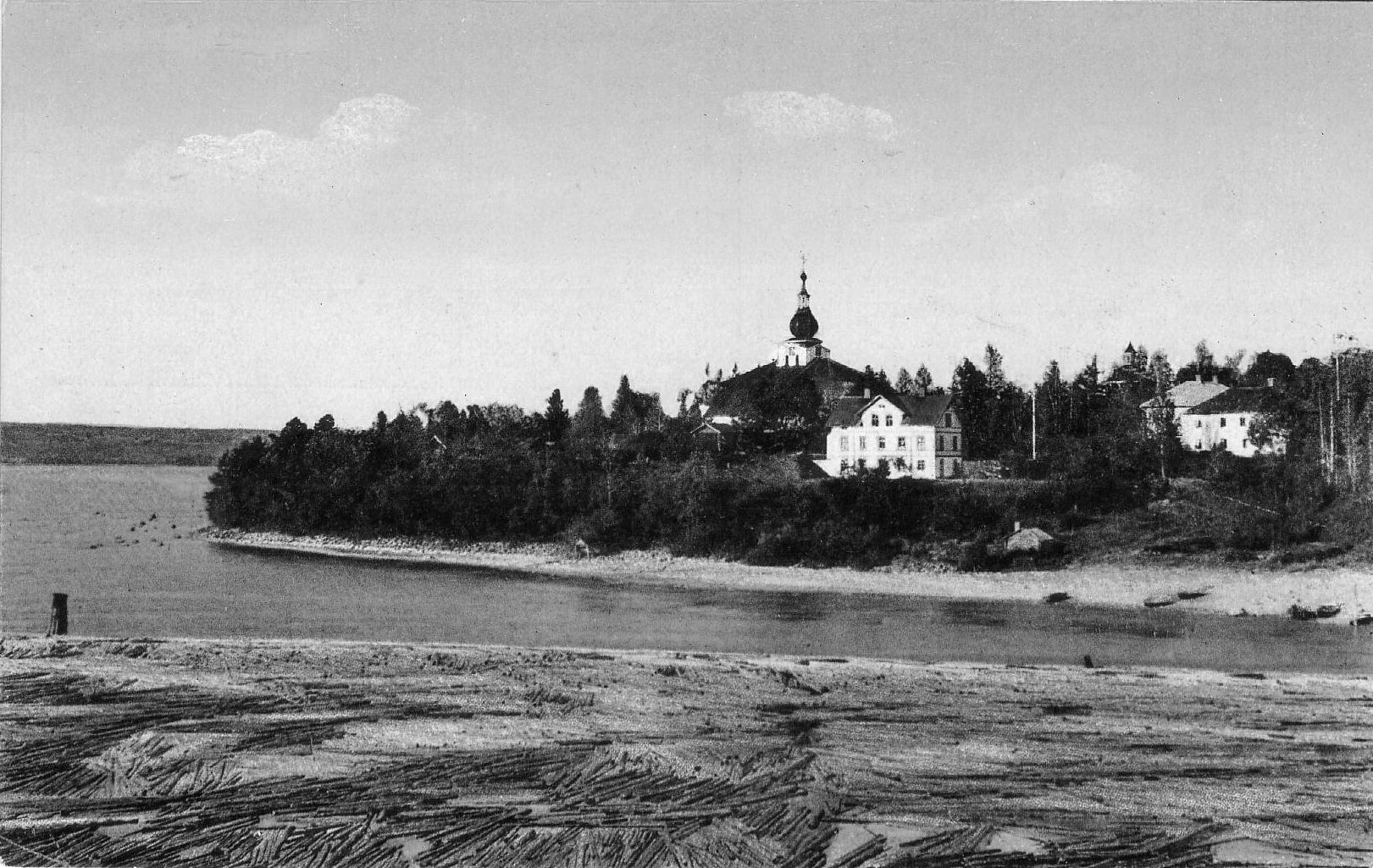
Rassemblement de bois flotté sur le cours du fleuve au début du XXe siècle

### Grands changements du milieu duXXe

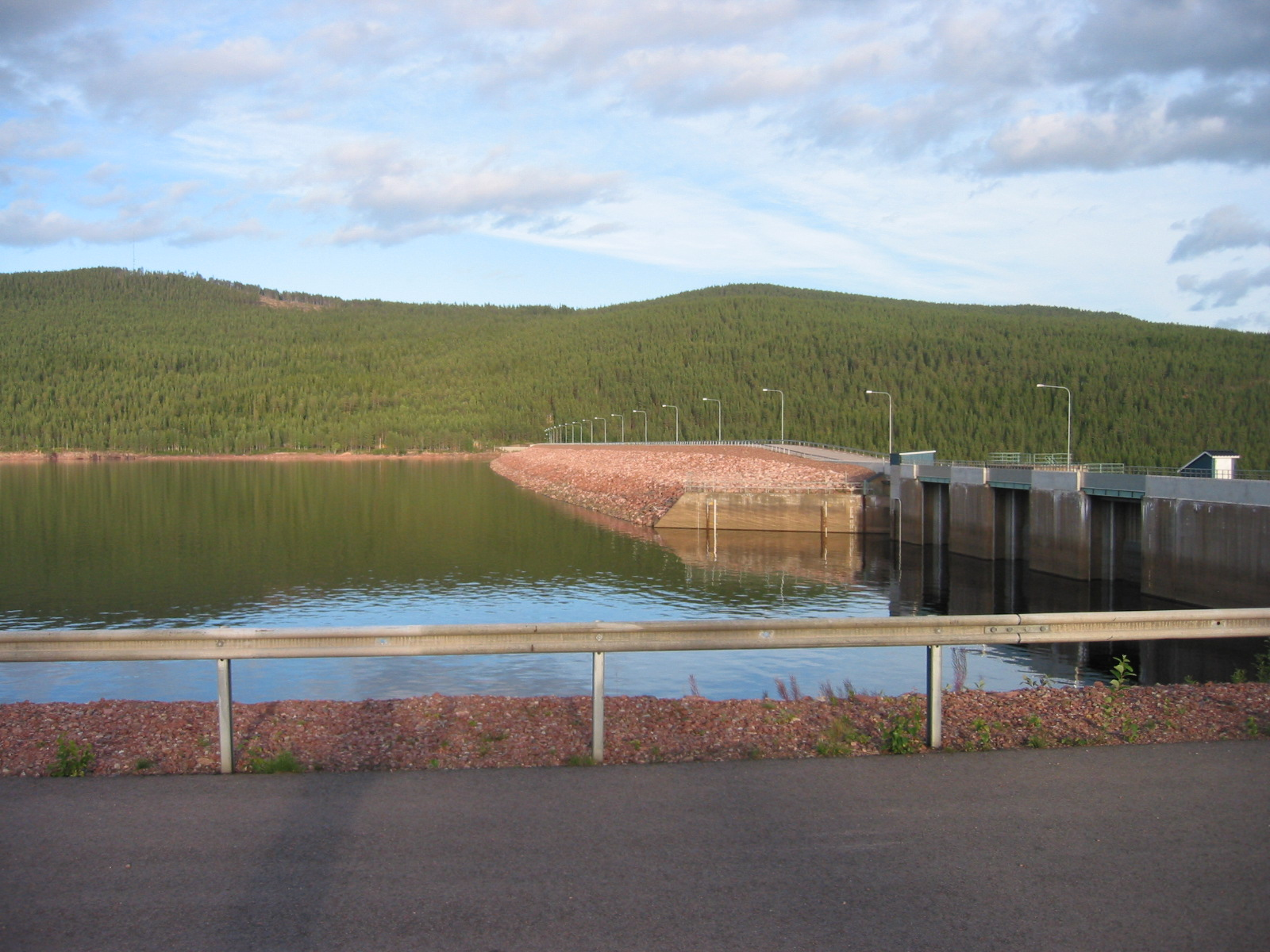
Le barrage de Trängslet, plus gros barrage du fleuve.

Le XXe siècle marqua un tournant dans l'exploitation du fleuve. L'agriculture reçut l'apport d'engrais et d'insecticides, permettant des rendements plus élevés même dans les sols plutôt pauvres, mais entraînent une modification de l'écologie du bassin versant. De même, la sylviculture fut transformée par la mécanisation, ce qui impliqua entre autres que les coupes sélectives laissaient place à des coupes rases. Peu de forêts primaires survécurent à cette expansion de l'exploitation forestière. De grandes restructurations eurent lieu dans les industries, la plupart des petites forges et scieries disparaissant, mais les quelques restantes augmentant significativement en taille,. De plus, les scieries se diversifièrent vers la production de pâte à papier. Malgré les développements de l'électricité, les usines restèrent à proximité du fleuve dont elles utilisaient l'eau.
Un des changements significatifs fut le développement de l'hydroélectricité. Au début du XXe siècle déjà, plusieurs centrales hydroélectriques furent construites, mais il s'agissait d'installations de petites tailles, utilisant un détournement d'une petite quantité d'eau du cours principal,. Rapidement, l'hydroélectricité entra en conflit avec le flottage. Premièrement, les besoins de régulation étaient différents pour ces deux activités, et deuxièmement, de grands barrages hydroélectriques bloquent forcément la descente du bois. Ce fut finalement l'hydroélectricité qui l'emporta, les grands barrages furent construits entre 1950 et 1960 sur presque toutes les chutes du fleuve, forçant la disparition complète du flottage en 1971. De nos jours, le fleuve et ses affluents comptent plusieurs centaines de barrages hydroélectriques et au moins autant de barrages de régulation. En 2009, la puissance totale installée était de 1 148 MW. La production totale électrique est en moyenne de 4 TWh/an soit 4⁄5 de la production théorique possible sur le fleuve. Le plus important barrage du fleuve est Trängslet, sur l'Österdalälven, avec 330 MW et un barrage d'une hauteur de 125 m.

## Écologie et environnement

### Faune et flore
La faune et la flore varient énormément d'un point à l'autre du bassin versant du fleuve. Ainsi, on peut distinguer le long du cours les zones montagneuses (5 % de la superficie du bassin versant) presque dénuées de végétation, une vaste forêt de conifères de la taïga scandinave et russe (70 %) aussi relativement pauvre excepté autour du lac Siljan où le sol est plus fertile et enfin la richesse unique du Bas-Dalälven avec ses forêts mixtes et des milliers d'oiseaux,.

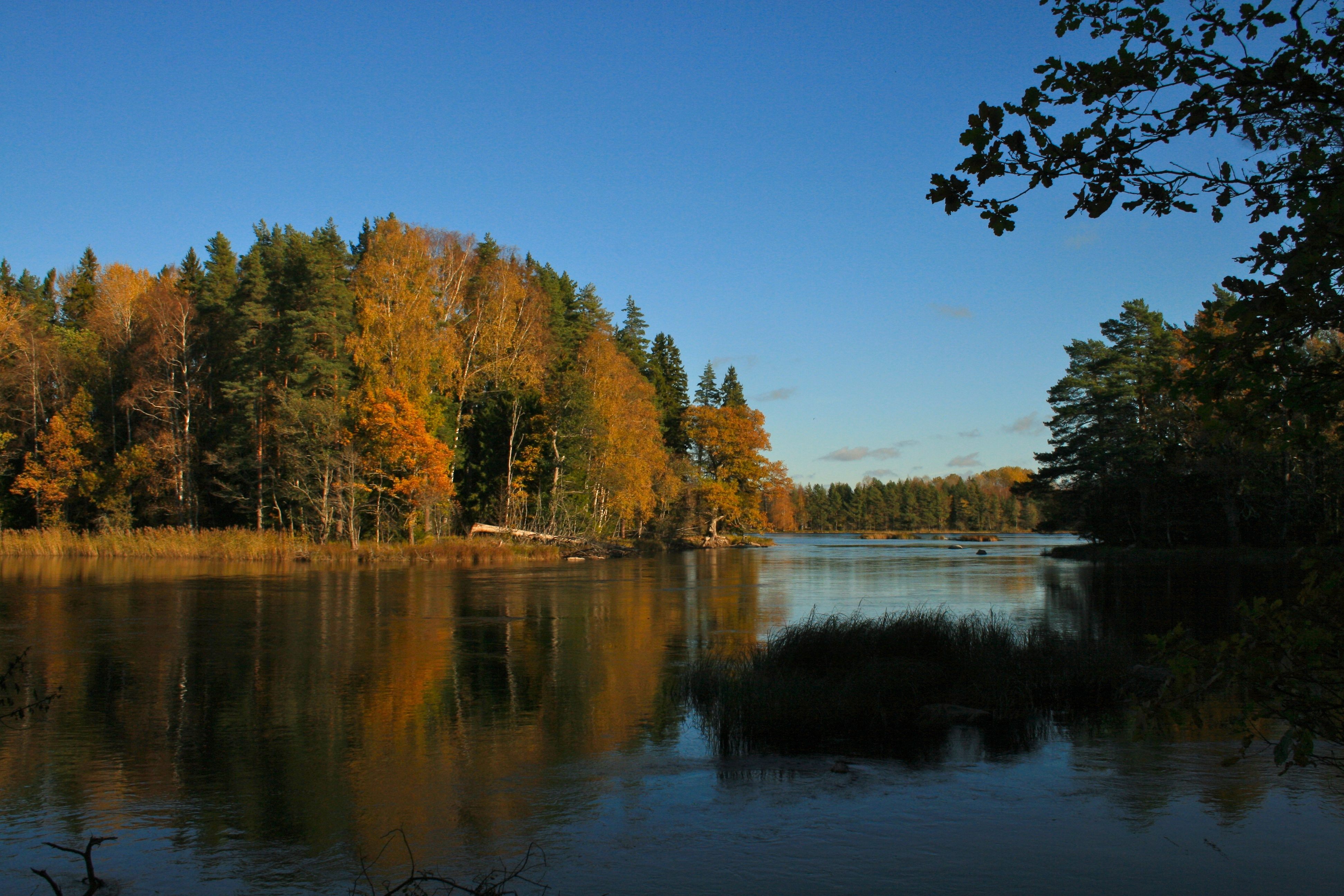
Forêt mixte à Färnebofjärden.

Le Bas-Dalälven présente la plus grande richesse biologique du cours. Il y a plusieurs raisons à cela. Premièrement, le terrain plat et les régulières inondations du fleuve créent un grand nombre de zones humides, qui sont un substrat idéal pour une riche faune et flore. Deuxièmement, la position du fleuve coïncide approximativement avec celle du Limes Norrlandicus, la frontière biologique entre le sud et le nord. Ceci implique que le fleuve est le lieu de rencontre entre des espèces et des milieux caractéristiques du nord et du sud.
Un des exemples les plus faciles à observer est la présence à la fois de forêts de conifères, caractéristiques du nord de la Suède, et de forêts de feuillus, caractéristiques du sud. Cette forêt de feuillu s'observe en particulier dans des zones régulièrement inondées, car les conifères n'aiment en général pas les trop fortes humidités. Certaines de ces forêts étaient difficilement accessibles, étant situées sur des îles ou au milieu de zones humides, ce qui leur a permis d'échapper à l'exploitation forestière. Ces forêts anciennes ont en général une biodiversité nettement supérieure à des forêts exploitées, et ont ainsi put servir de refuge aux espèces.
Les zones humides de cette section du fleuve sont surtout célèbres pour leur richesse en oiseaux. Un des symboles de l'avifaune dans le Bas-Dalälven est le balbuzard pêcheur (Pandion haliaetus), présent en très grand nombre. Les autres espèces caractéristiques sont les picidés et les strigiformes, avec plusieurs espèces rares en Suède.

### Menaces humaines

#### Impact des barrages
Le fleuve était jadis réputé pour ses eaux poissonneuses, notamment en saumon atlantique. Le poisson était surtout abondant au niveau des chutes d'Älvkarleby, mais on trouvait des saumons jusque dans le Västerdalälven et l'Österdalälven. Lors des premières constructions de barrage, à partir de 1878, l'ampleur des édifices était souvent insuffisante pour bloquer la remontée des saumons, et lorsque c'était le cas, une échelle à poissons était installée. Cependant, lorsque les discussions commencèrent pour l'extension du barrage d'Älvkarleby, la quantité de poisson avait fortement diminué, et donc Vattenfall dut aménager une échelle à poisson et élever des poissons pour les relâcher dans le cours. En 1989, le barrage d'Älvkarleby fut modifié pour libérer plus d'eau dans le cours originel du fleuve afin de permettre aux saumons de s'y rendre. Malgré ces efforts, les poissons manquent en amont des premiers barrages, mais un programme est en cours pour améliorer la situation.
Certains barrages contribuent aussi à réguler le fleuve afin d'optimiser la production électrique, modifiant les variations naturelles de débit. Ceci affecte le milieu naturel de plusieurs façons. Pour les poissons par exemple, les crues printanières correspondent aux périodes de frai, et la diminution de l'intensité ou de la fréquence de ces crues réduisent le nombre d'aires de frai possibles. De plus, les grandes inondations, particulièrement dans le Bas-Dalälven, contribuent à la richesse des écosystèmes à proximité du fleuve,. De même, une grande partie des nutriments du fleuve sont retenus par les barrages et seulement relâchés en hiver, à une période où rares sont les animaux pouvant en bénéficier.

#### Pollution
Bien que le fleuve soit utilisé par l'homme depuis plusieurs siècles, la qualité de ses eaux s'est surtout détériorée au cours du XXe siècle. Acidification des sols, eutrophisation et pollution par les métaux sont autant de problèmes.
La pollution par les métaux est liée à l'intense activité minière que connaît la région, en particulier dans les communes de Falun, Säter, Hedemora et Avesta. De nombreuses mesures sont effectuées pour connaître l'ampleur du problème. Certains sites ont déjà été reconnus comme potentiellement à haut risque pour la santé humaine et des travaux d'assainissement y sont en cours.
L'acidification et en particulier les retombées acides ont nettement diminué depuis les années 1980. Le manque de calcaire sur le cours du fleuve empêchait l'atténuation de l'acidification, rendant le fleuve extrêmement sensible à ce phénomène. Pour compenser cela, depuis les années 1970, du calcaire est relâché dans le bassin versant, pour un coût annuel de 8 millions de couronnes.
L'eutrophisation est la pollution par excès de substances nutritives, créant un déséquilibre complet du milieu naturel. Ce phénomène est principalement localisé dans la section la plus peuplée du bassin versant, entre Borlänge et Avesta, mais est relativement faible sur le fleuve en lui-même, affectant plutôt ses petits affluents. Un des facteurs contribuant à cette eutrophisation fut le développement du système d'assainissement des villes au début du XXe siècle, les eaux usées étant rejetées directement dans les cours d'eau. Ceci fut en outre à l'origine de plusieurs épidémies. Dans les années 1980, pour remédier à ces problèmes, les municipalités construisirent des systèmes de traitement des eaux usées, si bien que maintenant, presque tous les villes et villages en possèdent. Le même constat est valable pour les rejets des usines. C'est désormais l'agriculture et les engrais qui constituent le problème majeur.

### Protection

Carte des aires protégées du bassin versant.

Certaines sections du fleuve sont maintenant protégées, avec différents niveaux de protection. Premièrement, le fleuve en lui-même est protégé contre la construction de barrages en amont de Hummelforsen pour le Västerdalälven et en amont de Trängslet pour l'Österdalälven. C'est d'ailleurs dans les parties les plus en amont du bassin versant que la plupart des aires de protection se trouvent. Ainsi, deux parcs nationaux, plus haut niveau de protection de la nature en Suède, sont présents dans cette zone : le parc national de Fulufjället (385 km2) et le parc national de Töfsingdalen (16 km2) dont une extension dans l'aire Rogen – Juttulslätten (1 000 km2), actuellement réserve naturelle, est envisagée d'ici à 2013. Cependant, cette protection est plus liée à la présence des montagnes que du fleuve lui-même. Au contraire, dans la partie est du bassin versant, on retrouve de nombreuses aires protégées formées afin de protéger la nature unique du Bas-Dalälven. C'est en particulier le cas du parc national de Färnebofjärden (101 km2), protégeant la partie la plus sauvage de cette section du fleuve. De même, plusieurs réserves se situent autour des autres fjärds, telles que la réserve naturelle d'Hedesundafjärden. Tout le Bas-Dalälven a même été classé réserve de biosphère en 2011 sous l'appellation Paysage de la rivière Nedre Dalälven.

## Dans la culture populaire
Dans Le Merveilleux Voyage de Nils Holgersson à travers la Suède, Selma Lagerlöf dédie un chapitre au fleuve. Elle y raconte la formation du Dalälven comme une course depuis leur source vers la mer entre les rivières Storån et Fuluälven. Ces rivières reçoivent dans leur course l'aide de plusieurs affluents, mais rencontrent plusieurs obstacles (des lacs à remplir, des reliefs à percer...), si bien qu'à mi-parcours, après reconnaissance de leurs mérites réciproques, ils unissent leurs efforts.